# Grasso alla grafite
Il grasso alla grafite è un grasso lubrificante adatto a impieghi gravosi e resiste a pressioni e temperature molto elevate. Trova impiego nella lubrificazione d'ingranaggi, cuscinetti, funi e cavi metallici. Grazie alla sua buona conducibilità elettrica si usa però anche per compiti diversi come l'ingrassaggio dei morsetti elettrici delle batterie per le automobili e dei contatti striscianti. A volte viene usato per proteggere le filettature sebbene per questo compito sia più adatto il grasso ramato.
È un grasso EP (extreme pressure) in cui sono dispersi cristalli di grafite. Questi cristalli si comportano come lubrificanti solidi e avvolgono la superficie lubrificata per ridurre l'attrito qualora il film di grasso dovesse danneggiarsi a causa delle elevate pressioni. Sopporta temperature superiori ai 700 °C, resiste bene all'umidità e all'acqua, manifesta spiccata adesività verso le superfici metalliche e vanta proprietà antiruggine e antiossidanti. Talvolta vi si aggiunge bisolfuro di molibdeno.
Le particelle di grafite presentano una conformazione lamellare la cui tendenza a sovrapporsi garantisce veli lubrificanti molto resistenti, mentre le particelle di bisolfuro di molibdeno hanno forma sferica, sono incomprimibili ed hanno ottime proprietà lubrificanti. Per inglobarle nella pasta del grasso servono però veicolanti in grado di sospenderle e disperderle, e detergenti per prevenire morchie; veicolanti e detergenti sono il lato debole di questo tipo di grasso poiché le loro caratteristiche col tempo tendono a degradarsi.